# 김영한 (축구 선수)
김영한(한국 한자: 金永韓, 1998년 2월 21일 ~ )은 대한민국의 축구 선수로, 포지션은 좌측 풀백 혹은 좌측 윙어를 소화한다.

## 클럽 경력
김영한은 경희고등학교를 거쳐, 성균관대학교 축구부에 입단하였다. 2018년 춘계 대학축구연맹전 준우승, 2019년 춘계 대학축구연맹전 우승을 일구어냈다.
2020시즌을 앞두고, 성균관대 시절 은사인 설기현 감독이 지휘봉을 잡게 된 경남 FC로 입단하게 되었다.
2021시즌을 앞두고 K3리그의 창원시청 축구단으로 임대되었다.